# He-Man e She-Ra: Speciale Natale
He-Man e She-Ra: Speciale Natale è un mediometraggio natalizio con protagonisti i personaggi delle serie animate He-Man e i dominatori dell'universo e She-Ra, la principessa del potere, trasmesso per la prima volta nel dicembre 1985.
Questo film d'animazione, della durata di poco più di 40 minuti, segna un nuovo incontro tra He-Man e She-Ra, dopo Il Segreto della Spada e gli eventi della serie di She-Ra, è andato in onda in televisione nel periodo natalizio e, successivamente, ha avuto diverse edizioni home video.

## Trama
La principessa Adora, da Etheria, giunge assieme ad alcuni amici della Grande Ribellione sulla nativa Eternia per passare assieme al gemello Adam (in concomitanza con le feste di Natale sulla Terra) il compleanno in famiglia (regale); "il solito" Orko rimane però intrappolato in una navicella spaziale chiamata "Sky Spy" (concepita per tenere sotto osservazione satellitare le trame di Skeletor), alla quale stava lavorando Duncan Man-At-Arms. In maniera rocambolesca, Orko approda sulla Terra, le cui coordinate vengono subito riconosciute dall'ex astronauta terrestre Marlena Glenn, divenuta regina e madre dei gemelli Adam e Adora in quanto sposa di Re Randor di Eternos su Eternia.
Riattivare il veicolo spaziale richiede uno speciale cristallo marino detto "carium" che verrà ritrovato su Etheria grazie alla preziosa collaborazione di Mermista. He-Man e She-Ra vi affrontano e sconfiggono un "mostro-bestia" [sic] e dei robot mutaforma da guerra detti "monstroidi".
Assieme a Orko arrivano su Eternia anche due bambini terrestri: Miguel e Alisha. I malvagi Hordak e Skeletor vengono convocati dal Grande Horde/Horde Prime che vuole sbarazzarsi dei bambini temendo lo Spirito del Natale come minaccia al proprio potere, indi promettendo una lauta ricompensa. La Regina Marlena decide nel frattempo di fare del Natale e del compleanno dei gemelli un'unica festa, stante la condivisione di valori positivi.
Ma i guai sono appena iniziati, fra amici e nemici vecchi e nuovi; fra Eternia ed Etheria. Fra Skeletor e Hordak, il primo, più scaltro negli inganni, ha la meglio e apparentemente rapisce i bambini. Skeletor però risente in realtà dello Spirito del Natale e, lasciando piacevolmente increduli He-Man e She-Ra, li aiuterà fino ad arrivare addirittura a distruggere a tradimento la nave spaziale stessa dal Grande Horde/Horde Prime.
Natale diventa ufficialmente festa anche per Etheria ed Eternia, mentre bambini torneranno felicemente a casa.